# 錆びたペンダント
『錆びたペンダント』（さびたペンダント）は、1967年9月14日に公開された日本映画である。製作・配給は日活。監督は江崎実生。主演は渡哲也のアクション映画。

## あらすじ
美江による引き抜きでクラブ「サイセリア」のバーテンダーとなった志野英次は、1年前に上高地で知り合った女性・加賀圭子とその店で再会する。圭子は、サイセリアのエレクトーン奏者となっていたのであった。
そんな中、英次は突然何者かによって酒の密輸の濡れ衣を着せられ、2年間投獄の憂き目に遭う。刑期を終えて出所した英次は、自分を陥れた者を突き止めるべくその足でサイセリアへと向かうが、店には美江も圭子もおらず、2年前に美江のパトロンをしていた郷原商事の社長と、圭子の兄で美江の元夫でもある加賀が幅を利かせていた。

## キャスト
- 志野英次：渡哲也
- 加賀圭子：山本陽子
- 石井刑事：葉山良二
- 美江：真理明美
- 志野順造：清水将夫
- 町田：郷鍈治
- 井出：武藤章生
- ユカ：浜川智子（浜かおる）
- 和枝：橘和子
- 志野孝一：杉江弘（杉山弘太郎）
- 中山：黒木佑
- 清水：木島一郎
- バー「アカネ」のバーテン：榎木兵衛
- 倉庫の男：長弘
- 相原：糸賀晴雄
- 新宿署の刑事：小柴隆（小柴尋詩）
- 酔客：八代康二（八代康次）
- 室里村役場の受付：玉井謙介
- エレクトーン奏者：織田俊彦
- 孝一の妻：椎名伸枝
- 圭子の友人：佐藤サト子
- ユカ：森みどり
- 井出ナオミ：中庸子
- 郷原の子分：中平哲仟、溝口拳、水川国也、岩手征四郎、矢藤昌宏
- 明：室岡謙一
- 志野茂：矢崎知紀
- 擬斗：渡井嘉久雄（渡井嘉久夫）
- 加賀：木村功
- 郷原：河津清三郎

## スタッフ
- 監督・脚本：江崎実生
- 脚本：山崎巌
- 企画：浅田健三
- 音楽：山本直純、坂田晃一

## 併映作品
- 『喜劇 大風呂敷』